# Gnophomyia acheron
Gnophomyia acheron is een tweevleugelige uit de familie steltmuggen (Limoniidae). De soort komt voor in het Palearctisch gebied.